# Unione montana dell'Esino Frasassi
La Unione Montana dell'Esino Frasassi ha sede a Fabriano, in provincia di Ancona, nelle Marche.

## Comuni
Attualmente l'Unione Montana è costituita dai seguenti comuni:
- Cerreto d'Esi
- Cupramontana
- Fabriano
- Mergo
- Sassoferrato
- Serra San Quirico
- Staffolo

Fino al 2014, quando ancora si parlava di Comunità montana, era costituita dai comuni di:
- Arcevia
- Cerreto d'Esi
- Cupramontana
- Fabriano
- Genga
- Mergo
- Rosora
- Sassoferrato
- Serra San Quirico
- Staffolo

Il comune con più popoloso è Fabriano (31 994 abitanti), il più piccolo è invece Mergo (1 098 abitanti).